# George McMullen
George McMullen (* um 1965) ist ein US-amerikanischer Jazzmusiker (Posaune, auch Bassposaune, Flöte, Didjeridu, Komposition).

## Wirken
McMullen arbeitete zunächst in der Latinszene; von 1988 bis 1993 begleitete er Francisco Aguabella, von 1989 bis 1997 Celia Cruz, außerdem Eddie Santiago, Tito Puente oder Tito Nieves. Mit dem Henry Mora Latin Jazz Orchestra war er 2004 als „bester Solist“ für einen Grammy nominiert.
Ab den frühen 1990er-Jahren war McMullen zunehmend in der kalifornischen Jazzszene tätig; erste Aufnahmen entstanden 1991, als er im Vinny Golia Large Ensemble, dem er bis heute angehört, am Album Commemoration mitwirkte. Von 1991 bis 1994 spielte er mit James Newton (Suite for Frida Kahlo). Zwischen 1994 und 2003 war er Lead-Posaunist und musikalischer Leiter im Brian Setzer Orchestra, mit dem er 1998 und 2000 drei Grammys erhielt. In den folgenden Jahren spielte er u. a. im Kim Richmond Concert Jazz Orchestra und im Jeanette Wrate Northern Lights Ensemble, ferner mit Ladd McIntosh und im Harris Eisenstadt Ahimsa Orchestra.
2016 nahm McMullen mit Nick Rosen (Bass) und Alex Cline das Trioalbum Boomerang (pfMentum) sowie mit Golia die Duoalben Line Drawings Vol. 1 & 2 (SlideThing) auf.  Überdies spielte er mit Bill Casale, Alex Cline, Brad Dutz und Vinny Golia im Open Gate Ensemble. Im Bereich des Jazz war er laut Tom Lord zwischen 1991 und 2015 an 29 Aufnahmesessions beteiligt. 2021 legte McMullen mit Jack DeSalvo (Gitarre), Phil Sirois (Kontrabass) und Tom Cabrera (Schlagzeug) das Album Connoisseurs of Chaos VII (Woodshedd) vor.
Im Laufe seiner Karriere arbeitete McMullen weiterhin als Sessionmusiker in den Bereichen Rock, Pop und Latin (etwa bei Produktionen von Don Henley, Bob Dylan, Stevie Wonder, Patti LaBelle, Tom Waits, Paul Anka, Bobby Caldwell, Martha Reeves oder Oingo Boingo) sowie für Film- und TV-Produktionen.
Zwischen 2002 und 2013 war McMullen zudem als Hochschullehrer an der University of California, Irvine tätig.